# فهرست قنات‌های شهرستان مهاباد
جدول زیر براساس آمار وزارت جهاد کشاورزی تهیه شده‌است. فهرست زیر قنات‌های شهرستان مهاباد در استان آذربایجان غربی را نشان می‌دهد.
| نام قنات    | موقعیت                         | نزدیک‌ترین روستا | طول قنات (متر) | تعداد میله چاه | عمق مادر چاه | دبی (لیتر بر ثانیه) | سطح زیر کشت (هکتار) |
| ----------- | ------------------------------ | --------------- | -------------- | -------------- | ------------ | ------------------- | ------------------- |
| احمد سریل   | بخشی نامعلوم در شهرستان مهاباد | بادام           | ۱۰۰            | ۰              | ۰            | ۲                   | ۸                   |
| سرچاوه      | بخشی نامعلوم در شهرستان مهاباد | ازاد            | ۷۰۰            | ۰              | ۰            | ۲۴                  | ۲۰۰                 |
| سعید پیره   | بخشی نامعلوم در شهرستان مهاباد | گرده رش         | ۱۰۰            | ۰              | ۰            | ۳                   | ۲۲                  |
| سفید        | بخشی نامعلوم در شهرستان مهاباد | گرده رش         | ۷۰۰            | ۰              | ۰            | ۷                   | ۱۸۰                 |
| عباس آقا    | بخشی نامعلوم در شهرستان مهاباد | برده رشان       | ۵۰۰            | ۰              | ۰            | ۵                   | ۷۰                  |
| میردکان     | بخشی نامعلوم در شهرستان مهاباد | برده رشان       | ۲۰۰            | ۰              | ۰            | ۳                   | ۳۰                  |
| پشت قبرستان | بخشی نامعلوم در شهرستان مهاباد | برده رشان       | ۳۰۰            | ۰              | ۰            | ۴                   | ۷۰                  |
| کانی کیلان  | بخشی نامعلوم در شهرستان مهاباد | بادام           | ۱۵۰            | ۰              | ۰            | ۲                   | ۱۶                  |
| گول حمزه    | بخشی نامعلوم در شهرستان مهاباد | قورغان          | ۵۰۰            | ۰              | ۰            | ۸                   | ۳۰                  |